# St. Konrad (Berkheim)

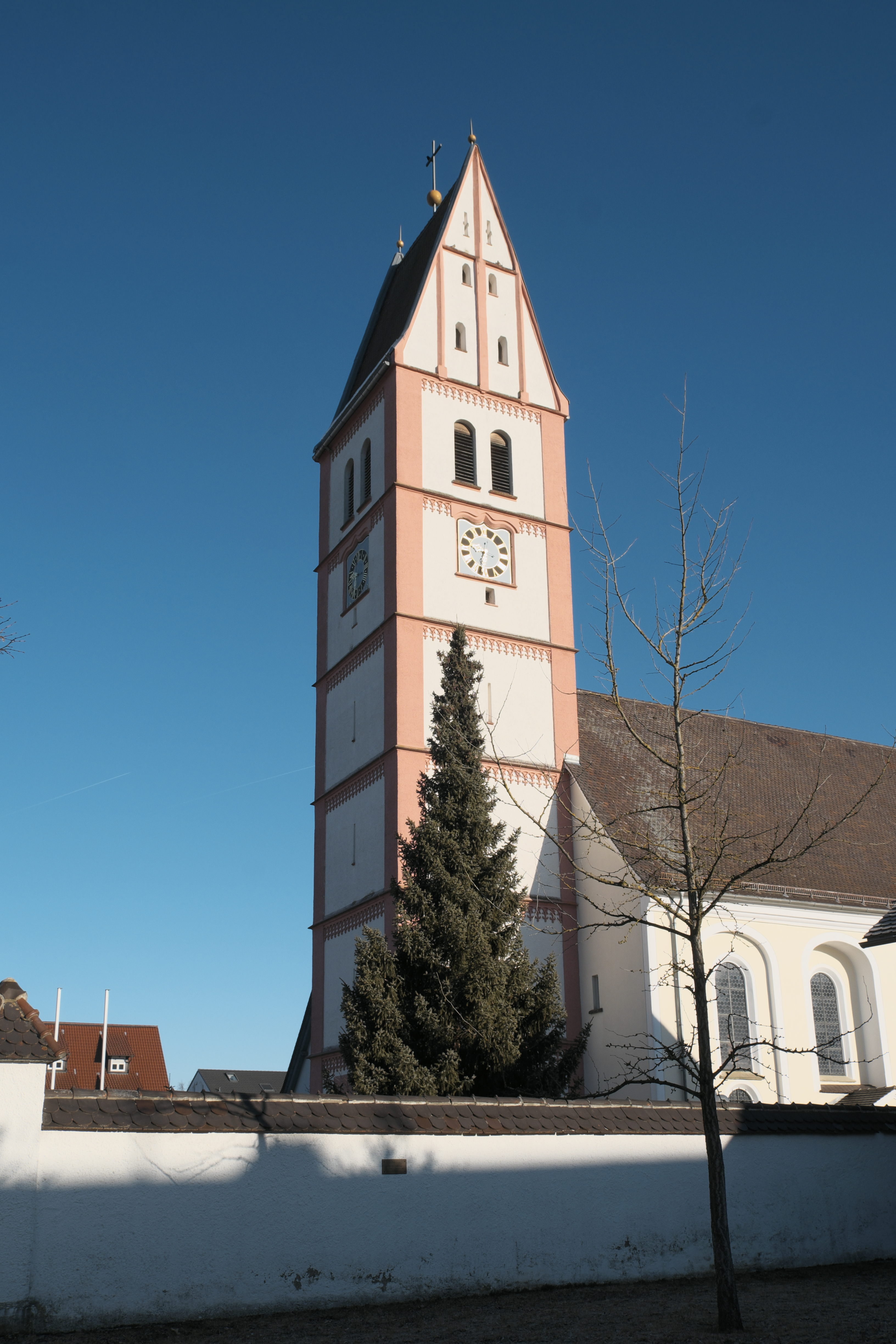
Pfarrkirche St. Konrad

Die Pfarrkirche St. Konrad in der Gemeinde Berkheim im Landkreis Biberach in Oberschwaben steht unter dem Patrozinium des heiligen Bischofs Konrad von Konstanz, eines der beiden heiliggesprochenen Bischöfe des aufgelösten Bistums Konstanz. Die Gemeinde ist Teil der Seelsorgeeinheit Rot-Iller im Dekanat Biberach des Bistums Rottenburg-Stuttgart. In der Kirche ist seit 1230 der Leichnam des Schutzpatrons des Illertales, des Heiligen Willebold von Berkheim, in einem Reliquienschrein aufgebahrt.

## Lage
Die Kirchenanlage befindet sich in der Mitte des Ortes an der Landesstraße 260 und ist mit einer schulterhohen Mauer umfriedet. Das Gebäudeensemble besteht aus dem alten Pfarrhaus, dem Pfarrstadel und dem Friedhof. An der Südseite der Pfarrkirche befindet sich ein Ehrenmal für die gefallenen Söhne des Ortes in den beiden Weltkriegen. Das Pfarrhaus wurde 1529 vom Kloster Rot errichtet und im 17. Jahrhundert barockisiert. Sein schlossartiges Aussehen erhielt es durch die vier runden Ecktürme, die im späten 18. Jahrhundert dazukamen. Bis zur Säkularisation 1803 gehörte Berkheim als Bestandteil des geistlichen Territoriums der ehemaligen Prämonstratenser-Reichsabtei in Rot an der Rot.
Der Pfarrstadel St. Willebold wurde in den 1990er Jahren errichtet.

## Geschichte
Die Reliquien des Heiligen Willebold von Berkheim ruhten schon seit seinem Sterbejahr 1230 in der Vorgängerkirche. Der Turm von St. Konrad wurde 1513, das Langhaus 1785 bis 1786 erbaut. Der Altarraum wurde 1876 erweitert.

## Ausstattung

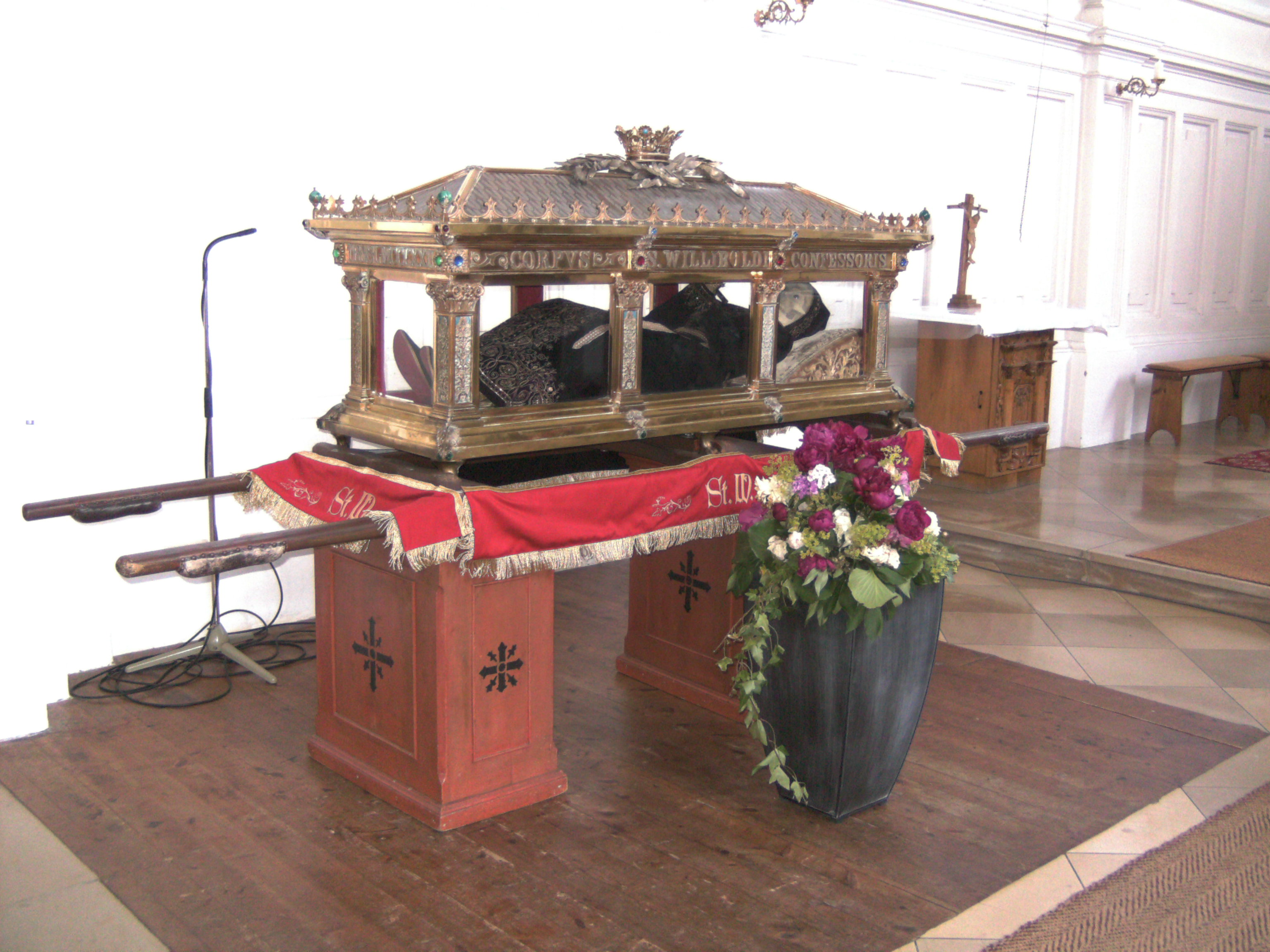
Willebold, Schutzpatron des Illertales

Der gemauerte wuchtige westliche Turm aus dem Jahre 1513 hat ein Lilienfries und Mauerblenden. Im Kirchenschiff befinden sich mehrere toskanische Wandpilaster. Nach dem Umbau und der Erweiterung von 1876 wurde die Kirche mit neugotischen Altären ausgestattet und 1880 in neugotischem Stil ausgemalt. Das heutige Aussehen datiert aus dem Jahre 1930, als die Gebrüder Haugg aus Ottobeuren die Kirche neu ausmalten und sie wiederum eine neue Innenausstattung und drei neue Altäre bekam. In der Kirche ist eine Statue des Heiligen Johannes der Täufer von der Zeit um 1490.
Die Statue des Heiligen Augustinus wurde um 1640 angefertigt und ist im Stil der Zürn-Werkstatt geschnitzt. Die Kirche hat einen Hochaltar mit Altarblatt, einen Volksaltar, eine Kanzel, eine Empore und ein Kirchengestühl, Beichtstühle und eine Orgel. Der rechte Seitenaltar ist ein Josefsaltar mit einer Josefstatue mit Jesuskind, der linke ist ein Marienaltar mit Altarblatt.

## Willeboldbrunnen

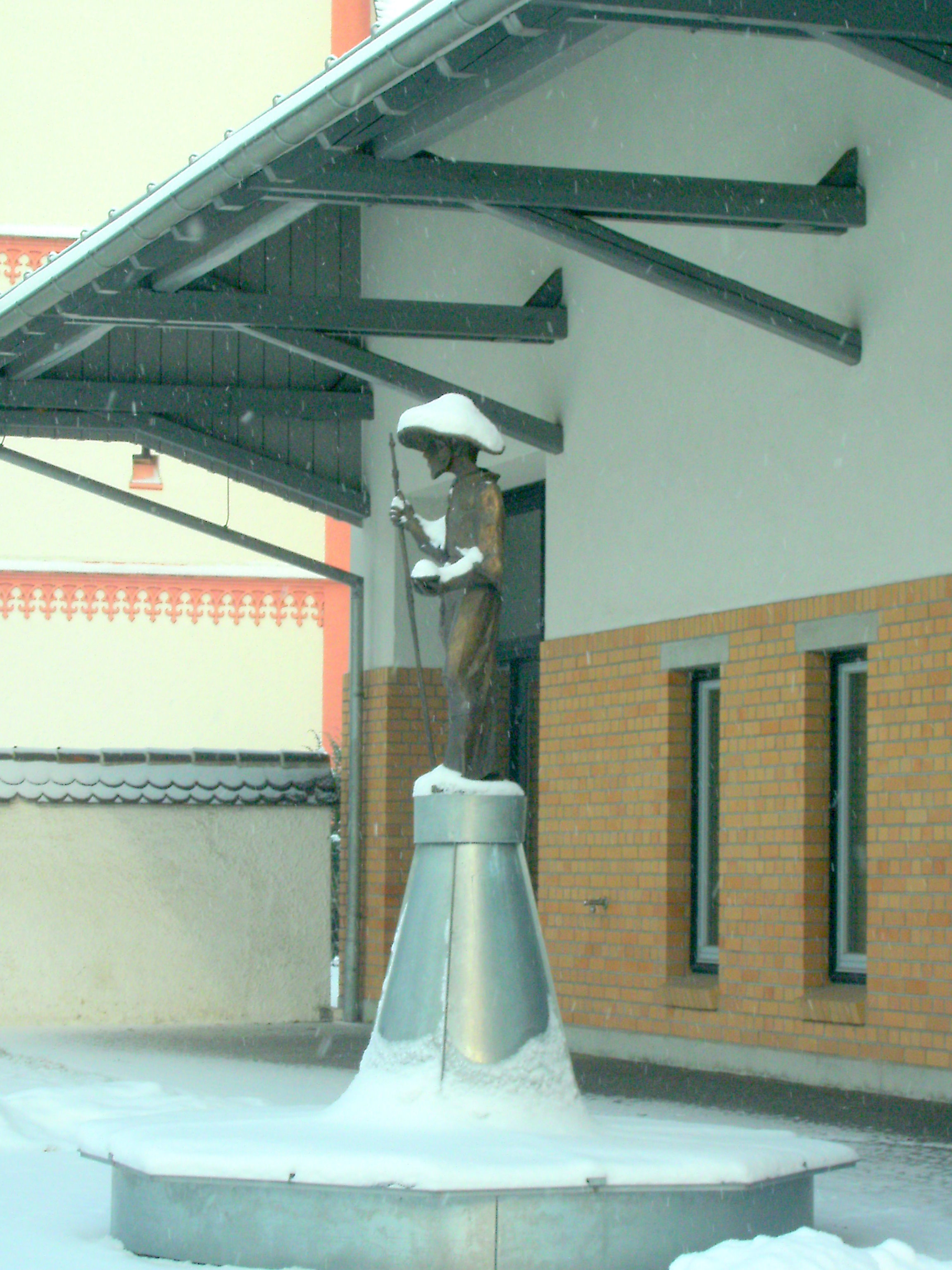
St.-Willebold-Brunnen von Josef Wehrle

Der Willeboldbrunnen befindet sich vor dem ehemaligen Zehntstadel, heute Pfarrstadel genannt. Ihn schuf der in Memmingen geborene Künstler Josef Wehrle. Er ließ sich von der Lebensbeschreibung des Pilgers inspirieren und stellte den Heiligen Willebold nicht als wortgewaltigen Prediger oder intellektuellen Theologen dar, sondern als einfachen Mann, der mit beiden Beinen fest auf dem Boden steht. Willebold kam als Pilger aus dem Heiligen Land zufällig nach Berkheim, wo er seinen unerklärlichen Tod fand.
Die Brunnenfigur des Willebold ist mit dem Pilgerhut bekleidet, der in das Wappen der Gemeinde aufgenommen wurde. Er trägt den Pilgerstab in der rechten Hand und in der linken eine Muschel. Sein Blick ist nach vorne gerichtet. Es vermittelt dem Betrachter die zielgerichtete Entschlossenheit, seinem Weg treu zu bleiben.
Im unteren Teil der Brunnensäule sind die vier Kirchen von Berkheim, Illerbachen, Eichenberg und Bonlanden auf Schiffen abgebildet. Das heraussprudelnde Wasser soll als Sinnbild die lebendige Kirche darstellen.